# Diervilloideae
Diervilloideae es una subfamilia de Caprifoliaceae. El género tipo es: Diervilla Mill.

## Géneros
- Calyptrostigma Trautv. & C. A. = Weigela Thunb.
- Calysphyrum Bunge = Weigela Thunb.
- Diervilla Mill.
- Macrodiervilla Nakai =~ Weigela Thunb.
- Weigela Thunb.
- Weigelastrum Nakai =~ Weigela Thunb.